# Euxoa costafusca
Euxoa costafusca är en fjärilsart som beskrevs av Tutt 1892. Euxoa costafusca ingår i släktet Euxoa och familjen nattflyn. Inga underarter finns listade i Catalogue of Life.